# Antoine Louis
Antoine Louis (13 tháng 2, 1723, Metz – 20 tháng 5, 1792) là một bác sĩ phẫu thuật và nhà sinh lý học người Pháp thế kỷ XVIII.
Ban đầu ông được cha mình đào tạo về y học, một bác sĩ phẫu thuật tại một bệnh viện quân y địa phương. Khi còn là một thanh niên, ông chuyển đến Paris với tư cách là gagnant-maîtrise ở Salpêtrière. Năm 1750 ông được bổ nhiệm làm giáo sư sinh lý học, một chức vụ mà ông nắm giữ trong suốt 40 năm. Năm 1764 ông được bổ nhiệm làm thư ký trọn đời cho Académie Royale de Chirurgie (Học viện Phẫu thuật Hoàng gia).
Louis đã xuất bản nhiều bài báo về phẫu thuật, bao gồm một số tiểu sử của các bác sĩ phẫu thuật đã mất trong thời đại mình. Ông cũng xuất bản các cách ngôn về bộ môn giải phẫu của bác sĩ Hà Lan Herman Boerhaave (1668–1738).
Louis is được cho là người đã thiết kế một nguyên mẫu của máy chém (gọi là guillotine). Trong một khoảng thời gian sau sáng chế của nó, máy chém được gọi là louisette. Tuy vậy, về sau nó được đặt theo tên vị bác sĩ người Pháp Joseph Ignace Guillotin (1738–1814), người hết lòng ủng hộ cho một phương pháp nhân đạo hơn về cách tử hình vốn đã thúc đẩy bản thiết kế của máy chém.
"Góc Louis" là một cái tên khác cho góc xương ức, đó là điểm giao nhau giữa manubrium và cơ thể của xương ức.

## Tác phẩm và ấn phẩm

Mémoire contre la légitimité des naissances prétendues tardives, 1764.

- Réfutation de l'écrit des médecins, intitulé la subordination des chirurgiens aux médecins, démontrée par la nature des deux professions, & par le bien public, 1748, 32 p. Texte intégral.
- Addition à l'examen des plaintes des médecins de province, présentées au roy par la Faculté de Médecine de Paris, 1749, 11 p. Texte intégral.
- Éloge de M. Petit. Prononcé à la séance publique de l'Académie royale de chirurgie. Le mardi 26 mai 1750, 1750, 2 p.
- Lettres sur la certitude des signes de la mort: où l'on rassure les citoyens de la crainte d'être enterrés vivans: avec des observations [et] des expériences sur les noyés, Michel Lambert (Paris), 1752, 376 p. Texte intégral.
- Lettre sur les maladies vénériennes, dans laquelle on publié la manière de préparer le mercure dont la plus forte dose n'excite point de salivation, Michel Lambert (Paris), 1754, 12 p. Texte intégral.
- Mémoire sur une question anatomique relative à la jurisprudence; dans lequel on établit les principes pour distinguer, à l'inspection d'un corps trouvé pendu, les signes du suicide d'avec ceux de l'assassinat, P. G. Cavelier (Paris), 1763, 54 p. Texte intégral et có sẵn tại Gallica.
- Parallèle des différentes méthodes de traiter la maladie vénérienne,François Changuion (Amsterdam), 1764, 290 p. Texte intégral.
- Recueil d'observations d'anatomie et de chirurgie, pour servir de base a la théorie des lésions de la tête, par contre-coup, P. G. Cavelier (Paris), 1766, 270 p. Texte intégral.
- Éloge de M. Bertrandi, associé étranger de l'académie royale de chirurgie, chirurgien de Sa Majesté le roi de Sardaigne, professeur d'Anatomie & de chirurgie en l'Université de Turin, P. Guillaume Cavelier (Paris), 1767, 63 p. Texte intégral.
- Dictionnaire de chirurgie, communiqué à l'Encyclopédie, Saillant & Nyon (Paris), 1789, 2 vol.:

1. tome premier Texte intégral.
2. tome second Texte intégral.

- Mémoire sur l'opération du bec-de-lièvre, où l'on établit le premier principe de l'art de réunir les plaie, in-12, 69 p. có sẵn tại Gallica.
- Éloges lus dans les séances publiques de l'Académie royale de chirurgie de 1750 à 1792, par Antoine Louis, recueillis & publiés par E. Frédéric Dubois (d'Amiens), Paris: Baillière & fils, 1859

## Danh mục tác phẩm
- Pierre Sue: « Discours historique sur la vie et les ouvrages du citoyen Louis », [Séance publique de l'Académie de Chirurgie du 11 avril 1793], Croullebois (Paris), 32, 1793, p. 10-73 Texte intégral.
- Georges Sauvé: « Un cours de médecine d'Antoine Petit en 1768 », in: Histoire des Sciences médicales, 1988, 22 (3-4), pp. 237–248 iubbcvb Texte intégral.
- Antoine Jacques Louis Jourdan: « Louis (Antoine) », in: Dictionaire Des Sciences Médicales - Biographie Médicale, Panckoucke(Paris), t.6, 1824, p. 113-120 Texte intégral.
- Metz, documents généalogiques, 1561-1792, Poirier.
- Henri Tribout de Morembert: Documents généalogiques du Pays Messin et de la Lorraine de Langue Allemande, 1630-1830, Saffroy, 1935, 159 p.
- Biographies médicales et scientifiques, [XVIIIe siècle] (Jean Astruc, Antoine Louis, Pierre Desault, Xavier Bichat), éditions Roger Dacosta, 1972.
- Michel Porret: « Calas innocent: les preuves par la science, in: L’Histoire,323, septembre 2007, 69-73.